# Plutèl·lids
Els plutèl·lids (Plutellidae) són una família de lepidòpters glossats de la superfamília dels iponomeutoïdeus (Yponomeutoidea). Inclou 150 espècies d'arnes entre les quals destaca Plutella xylostella, d'origen europeu, que és una temible plaga de les brassicàcies. Alguns autors consideren que aquesta família és una subfamília dels Yponomeutidae, però normalment es considera que és una família per si mateixa, i té tres subfamílies, Plutellinae, Praydinae i Scythropiinae.

## Característiques
Les papallones d'aquesta família són de grandària entre petita i mitjana, amb extensions de ales que van des dels 7 als 55 mm. El cap sol tenir escates llises i les antenes sovint es fan gruixudes al mig. Les ales són allargades i les ales posteriors sovint tenen franges llargues. Sovint, les ales anteriors semblen tenir forma de falç a causa de la disposició de les franges. El color és generalment monòton, amb diverses bandes i marques.

## Història natural
Els adults són majoritàriament nocturns o crepusculars. Les larves s'alimenten de les superfícies de les fulles que esqueletitzen. Les plantes hoste varien, però moltes són a la família Brassicaceae. Algunes espècies són plagues econòmiques, especialment Plutella xylostella i les del gènere Prays.

## Gèneres
- Angoonopteryx Moriuti, 1983
- Anthonympha Moriuti, 1971
- Araeolepia Walsingham, 1881
- Arrhetopista Meyrick, 1936
- Automachaeris Meyrick, 1907
- Bahrlutia Amsel, 1935
- Cadmogenes Meyrick, 1923
- Calliathla Meyrick, 1931
- Charitoleuca Meyrick, 1938
- Charixena Meyrick, 1920
- Circoxena Meyrick, 1916
- Conopotarsa Meyrick, 1913
- Diastatica Meyrick, 1938
- Diathryptica Meyrick, 1907
- Dieda Diakonoff, 1955
- Dolichernis Meyrick, 1891
- Doxophyrtis Meyrick, 1914
- Eidophasia Stephens, 1842
- Endozestis Meyrick, 1933
- Eudolichura Clarke, 1965
- Genostele Walsingham, 1900
- Gypsosaris Meyrick, 1909
- Helenodes Meyrick, 1913
- Hyperxena Meyrick, 1882
- Lepocnemis Meyrick, 1913
- Leuroperna Clarke, 1965
- Lunakia Klimesch, 1941
- Niphodidactis Meyrick, 1938
- Orthenches Meyrick, 1885
- Orthiostola Meyrick, 1927
- Paraxenistis Meyrick, 1919
- Phalangitis Meyrick, 1907
- Philaustera Meyrick, 1927
- Phylacodes Meyrick, 1905
- Pliniaca Busck, 1907
- Plutella Schrank, 1802
- Prays Hübner, 1825
- Proditrix Dugdale, 1987
- Protosynaema Meyrick, 1885
- Psychromnestra Meyrick, 1924
- Rhigognostis Zeller, 1857
- Scaeophanes Meyrick, 1932
- Scythropia Hubner, 1825
- Spyridarcha Meyrick, 1913
- Stachyotis Meyrick, 1905
- Tonza Walker, 1864
- Tritymba Lower, 1894
- Zarcinia Chretien, 1915

## Gèneres i espècies excloses
L'arna Erechthias niphochrysa també fou inclosa aquí, com un gènere diferent Acrocenotes.
La família Acrolepiidae (inclosos els gèneres Acrolepia, Acrolepiopsis, i Digitivalva, són de vegades inclosos en els Plutellidae.